# بردكان
بردكان هي قرية في مقاطعة سميرم، إيران. يقدر عدد سكانها بـ 28 نسمة بحسب إحصاء 2016.